# Batroc the Leaper
Batroc the Leaper, ook bekend als Georges Batroc, is een fictieve schurk uit Amerikaanse stripboeken gepubliceerd door Marvel Comics. Hij is een huurling en een meester in de Franse vorm van kickboksen bekend als savate.
Het personage komt ook voor in het Marvel Cinematic Universe: hij wordt gespeeld door Georges St-Pierre in de film Captain America: The Winter Soldier (2014) en in de Disney+-series The Falcon and the Winter Soldier en What If...? (beide uit 2021).
De Nederlandse stem van Batroc the Leaper is Paul Disbergen, voorheen was dit Ewout Eggink.

## Fictieve biografie
Georges Batroc is geboren in Frankrijk (in Marseille), waar hij dient in het vreemdelingenlegioen. Later wordt hij huurling gespecialiseerd in savate (ook bekend als "La Boxe Française"), een vorm van kickboksen. Hij vecht voornamelijk tegen Captain America, maar enkele keren ook tegen The Punisher, Spider-Man, Deadpool, Hawkeye, Iron Fist en Gambit.

## In andere media

### Marvel Cinematic Universe
Sinds 2014 verschijnt Georges Batroc in het Marvel Cinematic Universe, waarin hij gespeeld wordt door Georges St-Pierre. In 2014 overvalt Frans-Nigeriaanse huurling Georges Batroc met een ploeg van vijfentwintig piraten een schip van S.H.I.E.L.D. Hij gijzelt enkele S.H.I.E.L.D.-agenten, onder wie Jasper Sitwell. Batroc neemt het in een gevecht op tegen Black Widow en Brock Rumlow, maar voornamelijk tegen Captain America. Nadat hij is verslagen, wordt hij in hechtenis opgenomen door S.H.I.E.L.D. Later blijkt dat Nick Fury Batroc heeft ingehuurd om het schip te overvallen om aan de geheime informatie van HYDRA te komen. Georges Batroc keert terug in 2024, hij ontvoert een medewerker van het leger in opdracht van de Power Broker, waardoor Falcon/Sam Wilson achter hem aan gaat. Bij een explosie van zijn helikopter ontsnapt hij door er met een parachute uit te springen. Later komt Batroc in contact met de Flag Smasher Karli Morgenthau om mee te werken met een aanval op de overheidsorganisatie GRC. Hij gaat hiermee akkoord, op voorwaarde dat hij Sam Wilson mag ombrengen. Batroc wordt later vermoord door Sharon Carter. Hij verschijnt in de volgende film en series:
- Captain America: The Winter Soldier (2014)
- The Falcon and the Winter Soldier (2021, Disney+)[4][5]
- What If...? (2021, stem, Disney+)

### Televisie
- Batroc the Leaper komt voor in de animatieserie The Marvel Super Heroes uit 1966. Gillie Fenwick sprak hiervoor zijn stem in.
- Batroc the Leaper komt voor in de animatieserie The Super Hero Squad Show uit 2009 in de aflevering "Stranger From a Savage Land". A.J. Buckley sprak hiervoor zijn stem in.[6]
- Batroc the Leaper komt voor in de animatieserie Black Panther uit 2010. JB Blanc sprak hiervoor zijn stem in.
- Batroc the Leaper maakt een cameo in de animatieserie Avengers: Earth's Mightiest Heroes uit 2010 in de aflevering "The Big House".
- Batroc the Leaper komt voor in de animatieserie Ultimate Spider-Man uit 2012. Rob Paulsen sprak hiervoor zijn stem in.[7]
- Batroc the Leaper komt voor in de korte animatiefilm Marvel Video Comics uit 2016. Mark Oliver sprak hiervoor zijn stem in.